# 森根

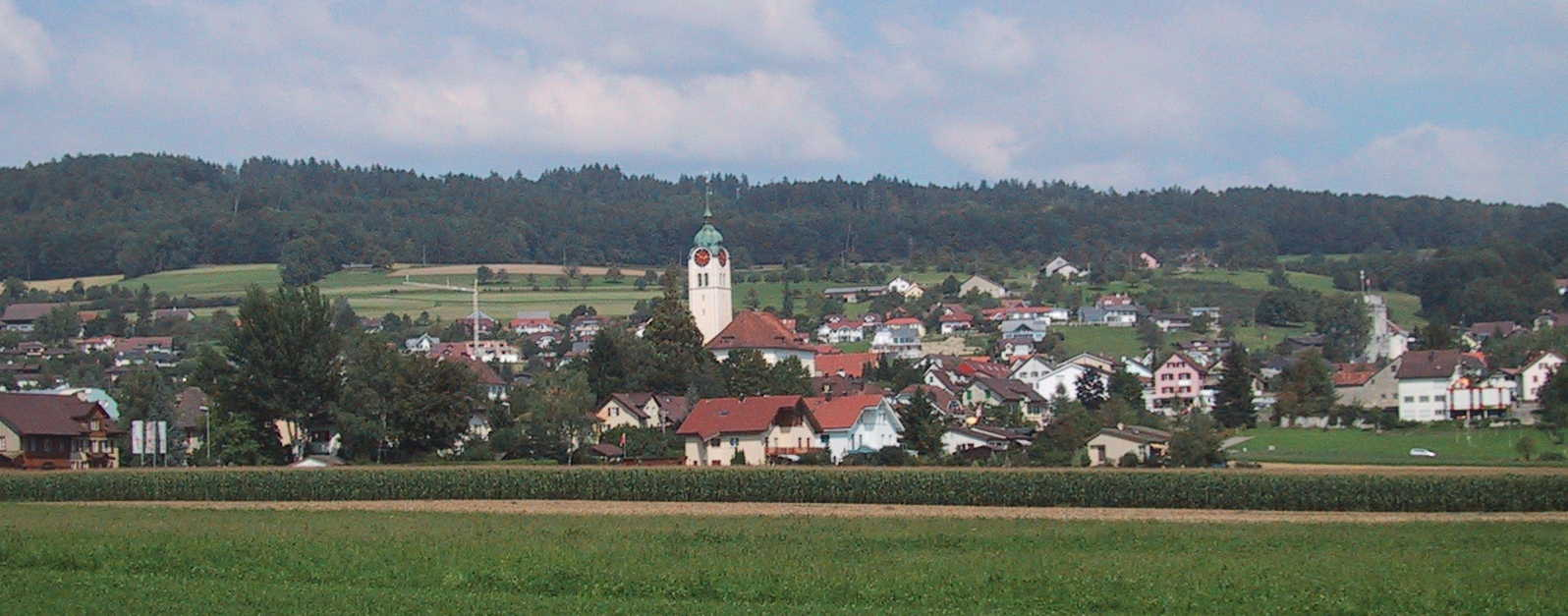

森根（德語：Seengen）是瑞士的城鎮，位於該國北部，由阿爾高州負責管轄，面積9.69平方公里，海拔高度471米，2012年人口3,590，六成人口信奉基督教，人口密度每平方公里370人。

## 古迹
- 哈尔维尔城堡